# 카르파티군
카르파티군(폴란드어: Armia Karpaty)은 제2차 세계 대전에 존재했던 나치 독일의 괴뢰 국가인 슬로바키아 공화국의 폴란드 침공 이후인 1939년 9월 11일에 창설한 폴란드의 야전군이다. 카르파티아산맥을 거점으로 삼았으며 카지미에시 파브리치(Kazimierz Fabrycy) 장군이 사령관을 맡았다. 26개 대대로 편성되었고 대포 160문, 항공기 16기를 보유했다.

## 편성
초기
- 제2산악여단
- 제3산악여단
- 폴란드 국가방위대 카르파티아 반여단; 1939년 예속
- 폴란드 국경수비대 제1연대
- 제1차량화포병연대
- 제9중포병연대

타르누프 군단 창설을 위한 징병 계획에 따른 편성.
- 제22보병사단
- 제38보병사단

1939년 9월 4일, 예비대의 증원에 따른 편성.
- 제11보병사단
- 제24보병사단
- 제38보병사단